# 馬亞基 (圖利欽區)
48°36′17″N 28°43′35″E / 48.60472°N 28.72639°E

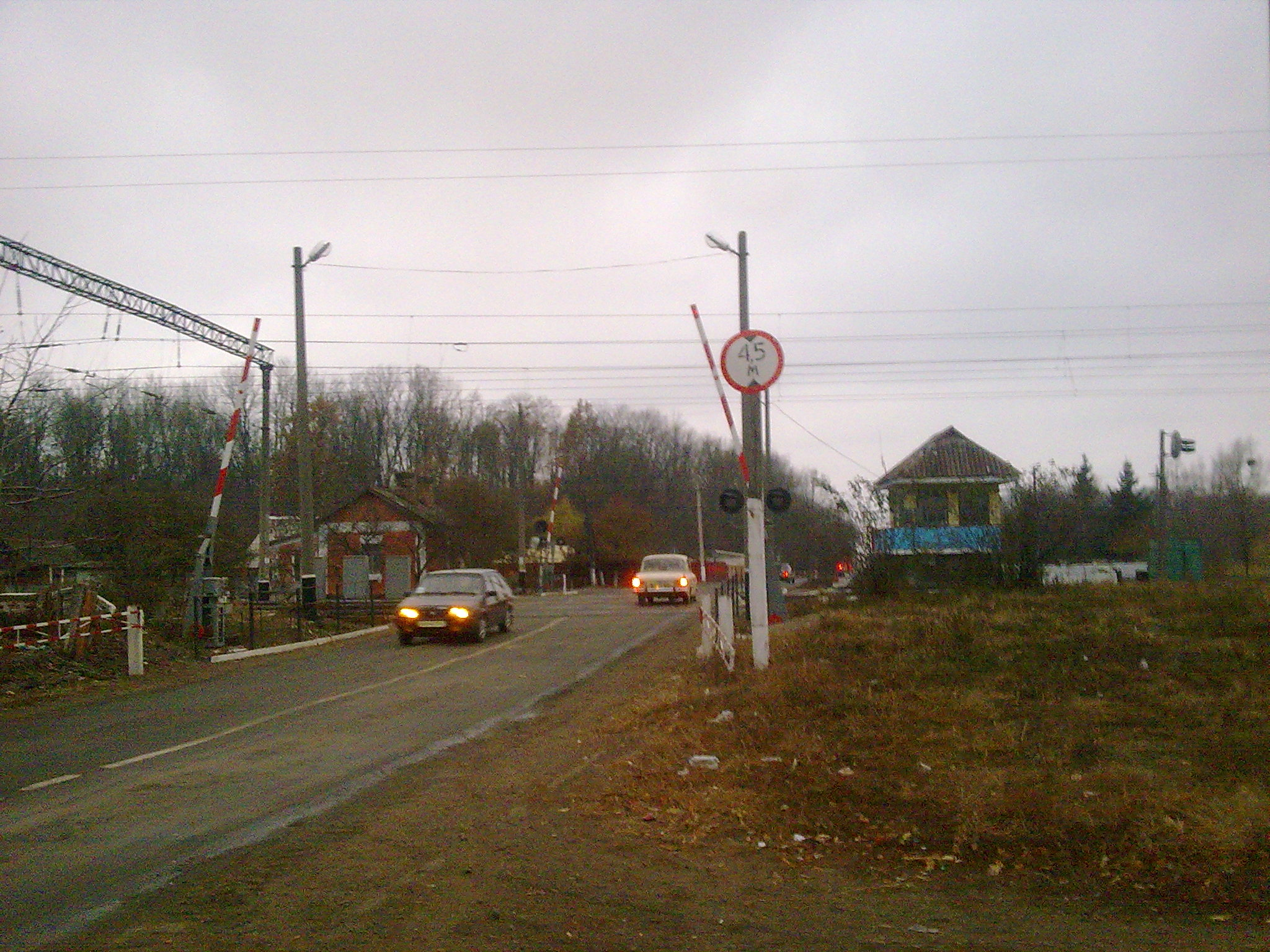

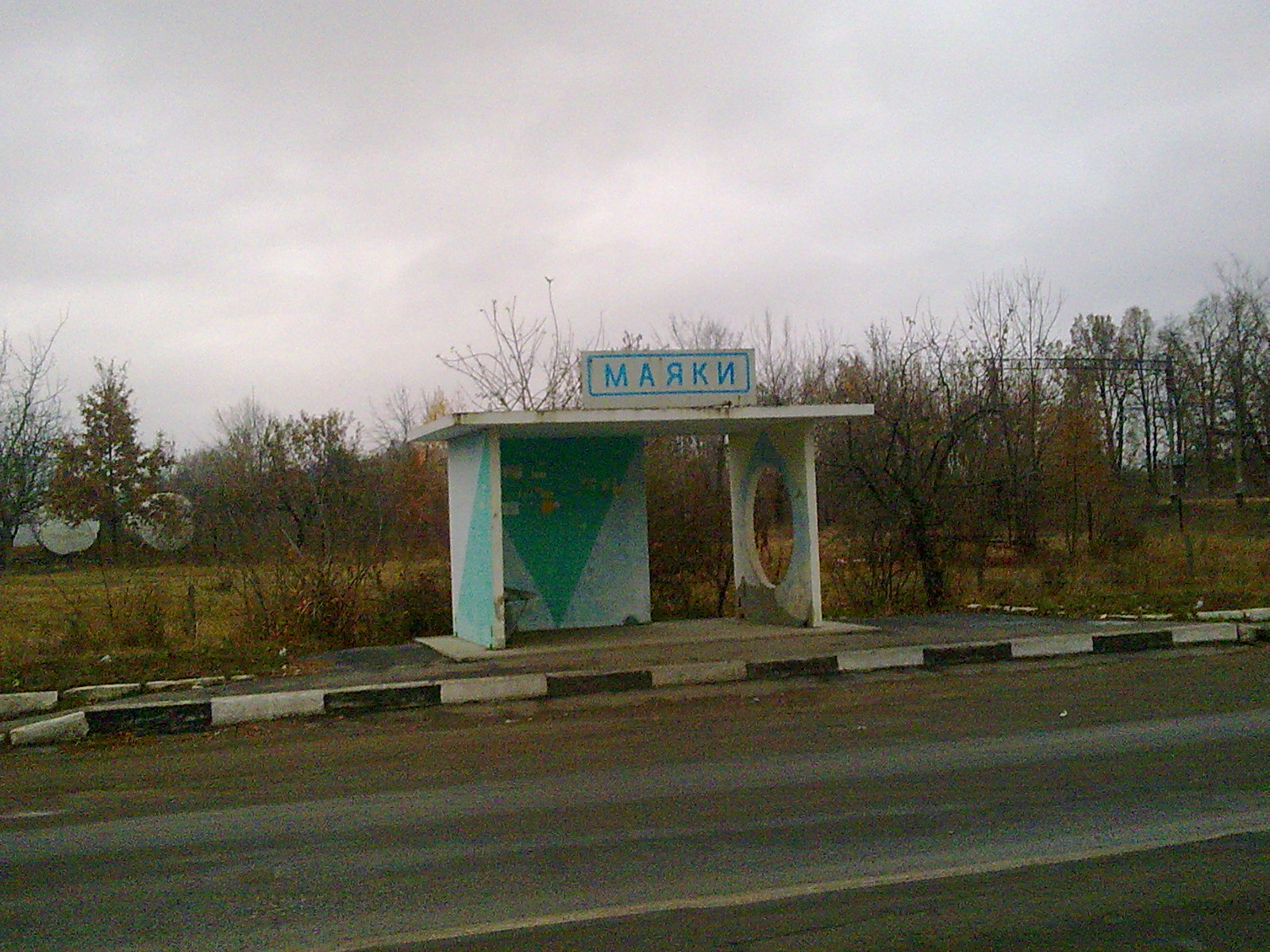

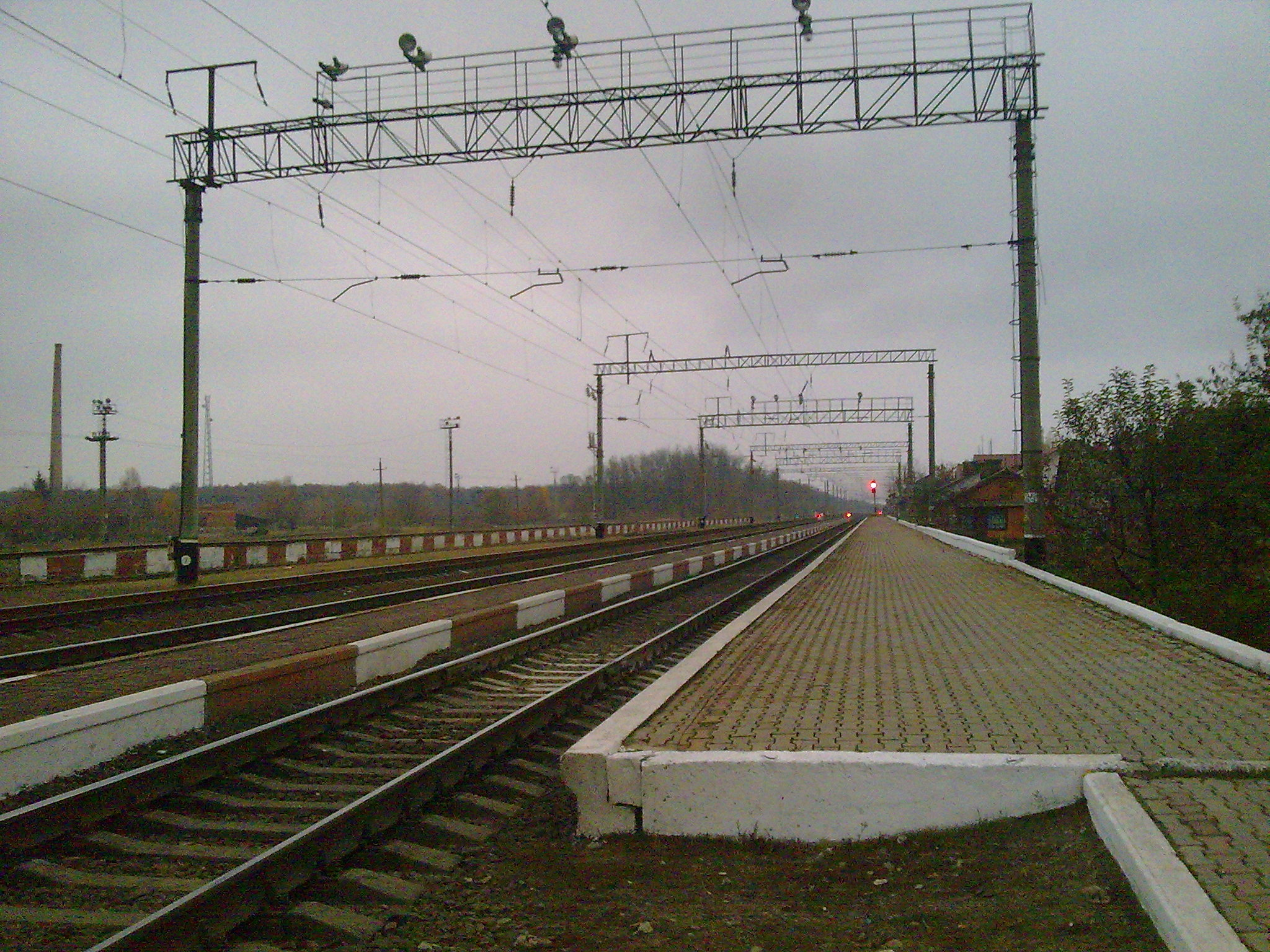

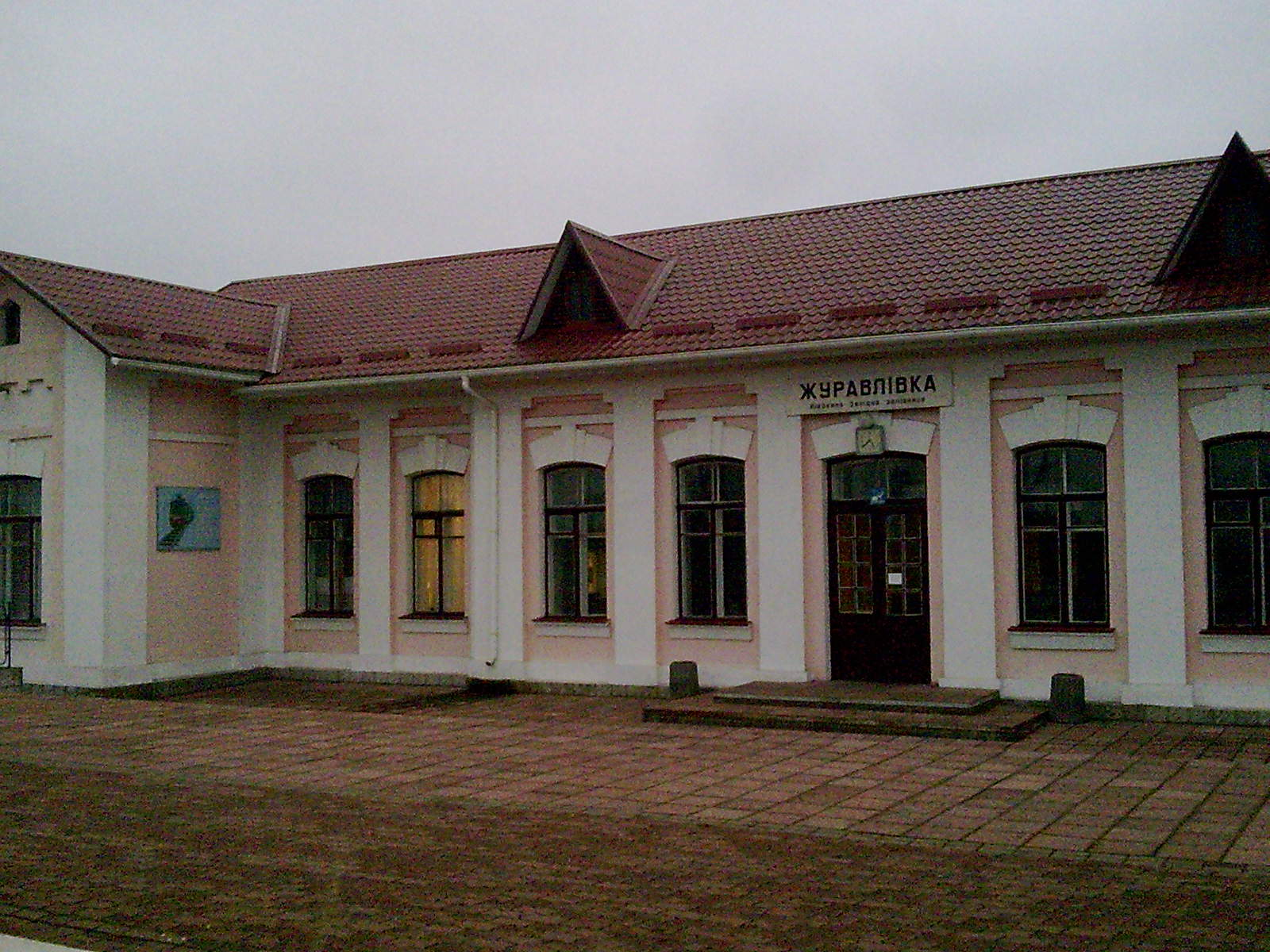

馬亞基（烏克蘭語：Маяки），是烏克蘭的村落，位於該國西南部文尼察州，由圖利欽區負責管轄，面積2.57平方公里，海拔高度305米，2001年人口863，人口密度每平方公里335.8人。